# Ulrich Klaes
Ulrich Klaes (Essen, 1 februari 1946) is een hockeyer uit Duitsland. 
Klaes won tijdens de Olympische Zomerspelen in eigen land in 1972 de gouden medaille.

## Erelijst
- 1972 –  Olympische Spelen in München